# Tiguent El Jedid
Tiguent El Jedid este o comună din departamentul Mederdra, Regiunea Trarza, Mauritania, cu o populație de 12.170 locuitori.